# Salempur
Salempur é uma cidade e uma nagar panchayat no distrito de Deoria, no estado indiano de Uttar Pradesh.

## Demografia
Segundo o censo de 2001, Salempur tinha uma população de 16,906 habitantes. Os indivíduos do sexo masculino constituem 52% da população e os do sexo feminino 48%. Salempur tem uma taxa de literacia de 65%, superior à média nacional de 59.5%: a literacia no sexo masculino é de 74% e no sexo feminino é de 56%. Em Salempur, 16% da população está abaixo dos 6 anos de idade.